# August Wilhelm Iffland

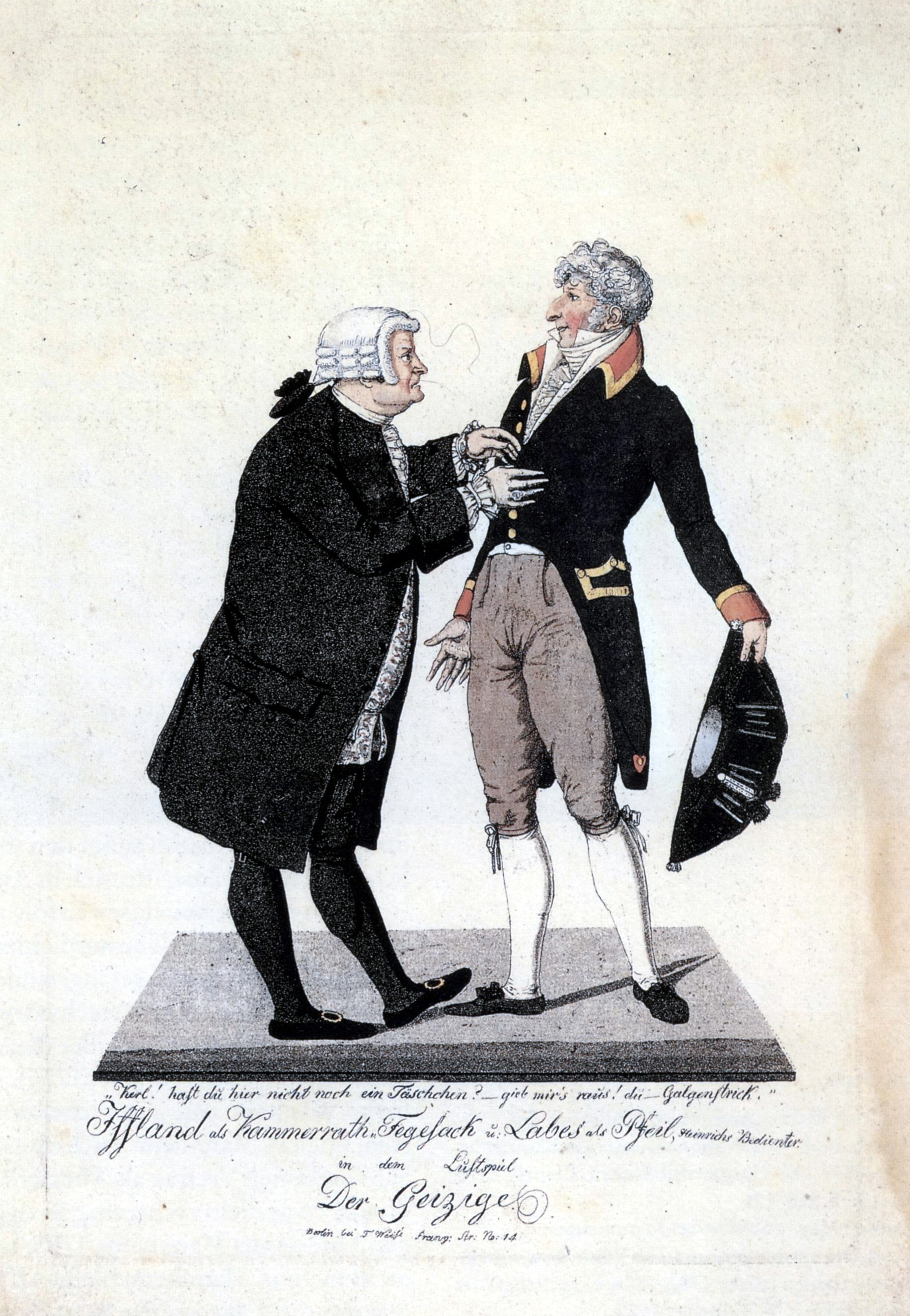
August Wilhelm Iffland et Franz Labes dans Die Geizige.

August Wilhelm Iffland, né le 19 avril 1759 à Hanovre, mort le 22 septembre 1814 à Berlin, est un acteur et un dramaturge allemand.

## Biographie
Né à Hanovre dans la maison de Leibniz (Leibnizhaus), Iffland est le fils d'un greffier de la chancellerie royale de la guerre. Ses parents désirent le voir suivre des études théologiques, mais il préfère la scène et, en 1777, à dix-huit ans, part secrètement pour Gotha afin d'entamer une carrière théâtrale.
Il se fait engager au théâtre de cour et Conrad Ekhof l'instruit dans le métier, où il fait de rapides progrès. En 1779, il rejoint la troupe du théâtre national de Mannheim à la demande du prince Charles Théodore de Bavière, où il se fait un nom et développe un art du jeu psychologique et réaliste. En 1782, il triomphe dans le rôle de Franz Moor dans Les Brigands de Friedrich von Schiller. Le poète ayant apprécié son jeu, une fructueuse collaboration s'instaure entre les deux hommes. Il s'assure également une grande réputation dans le pays en jouant sur les principales scènes. En avril 1796, il s'arrête à Weimar à l'invitation de Johann Wolfgang von Goethe. Karl August Böttiger a décrit chacun de ses rôles dans la monographie qu'il a consacré à Iffland
La même année, il s'installe à Berlin, où il devient directeur du théâtre national de Prusse, puis, en 1811, directeur général de l'ensemble des représentations (Direktor der königlichen Schauspiele). Sous sa direction, le théâtre de Berlin devient l'une des principales scènes d'Allemagne.
Iffland a mis en scène les œuvres classiques de Goethe et de Schiller avec un soin consciencieux, mais il s'est également intéressé au drame des écrivains romantiques. En tant qu'acteur aussi bien que dramaturge, c'est dans le drame domestique, les pièces sentimentales sur la vie quotidienne qu'il donnait le meilleur de lui-même. Ses œuvres révèlent une faible imagination, mais elles se distinguent par une maîtrise consommée des contraintes techniques de la scène, et une capacité remarquable à créer des intrigues efficaces. Ses meilleurs personnages sont simples et naturels, avec une grande sympathie pour la vie domestique, mais donnent trop l'impression d'une sentimentalité banale.
Ses pièces les plus connues sont: Les Chasseurs (Die Jäger), Obligation de service (Dienstpflicht), Les Avocats (Die Advokaten), Les Neveux (Die Mündel) et Les Vieux garçons (Die Hagstolzen). Iffland était également un critique dramatique, et les acteurs allemands accordaient un grand intérêt aux remarques qu'il pouvait faire paraître, sur leurs œuvres, dans son Almanach für Theater und Theaterfreunde. De 1798 à 1802, il publie ses Œuvres dramatiques (Dramatischen Werke) en seize volumes, auxquelles il joint une autobiographie (Meine theatralische Laufbahn). De 1807 à 1809, Iffland donne deux volumes de ses Nouvelles œuvres dramatiques (Neue dramatische Werke). Par la suite, ses écrits font l'objet de deux éditions partielles, l'une en deux volumes, l'autre en dix volumes.

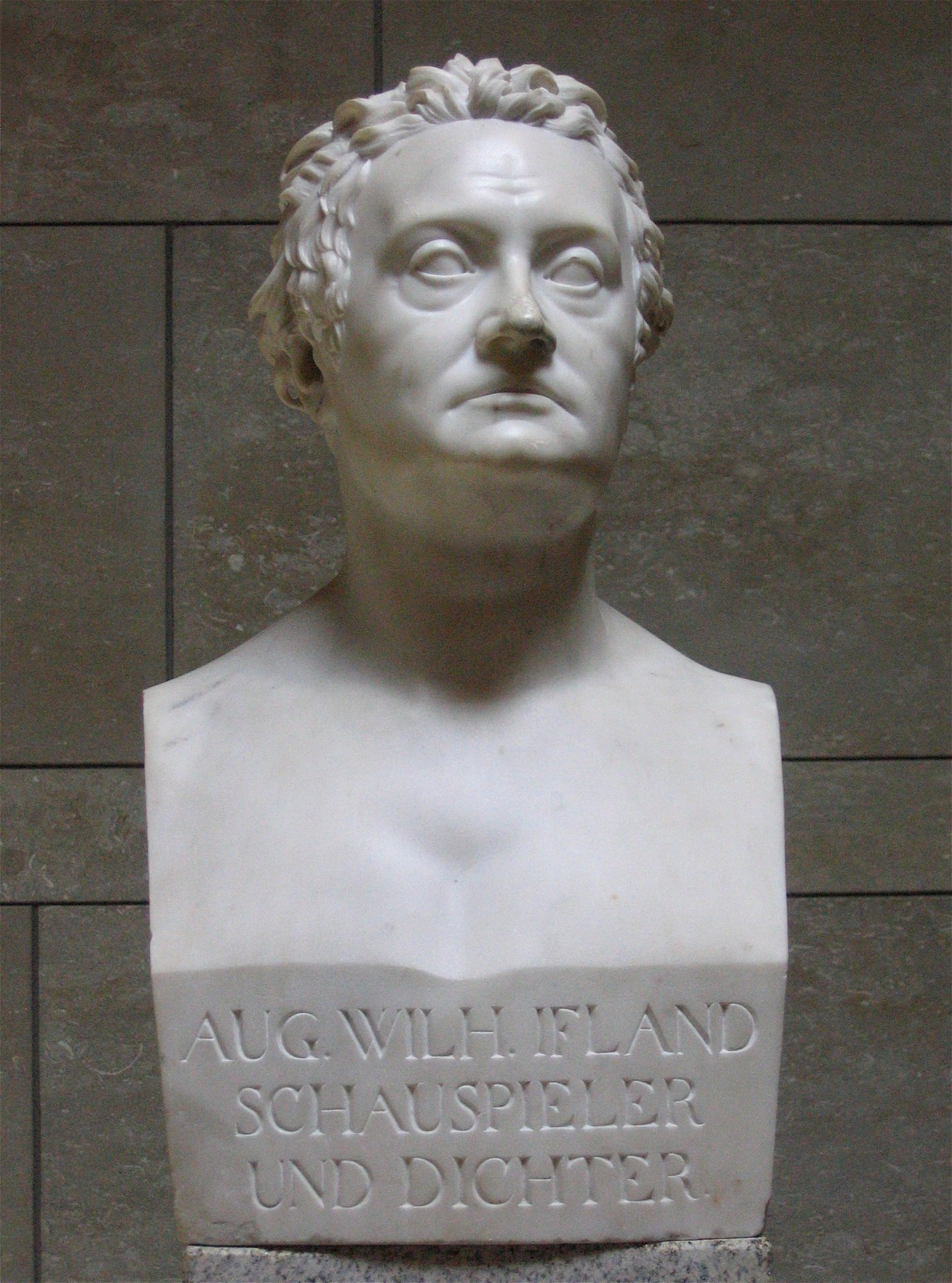
Buste d'August Wilhelm Iffland par Johann Gottfried Schadow (1807)

En tant qu'acteur, c'est dans la comédie que sa mise en scène était la plus brillante. Ses rôles d'homme du monde poli et de prince distingué étaient considérés comme des modèles de perfection, et son jeu ne révélait rien des études élaborées qu'il entreprenait pour ses rôles tragiques. Il excellait particulièrement dans l'interprétation de types de la vie la classe moyenne, qui apparaissaient dans ses propres pièces.
Quand il meurt à Berlin le 22 septembre 1814, il est inhumé dans le Friedhöfe vor dem Halleschen Tor, cimetière de Kreuzberg. Une statue en bronze à son effigie a été érigée devant le théâtre de Mannheim en 1864.
L'anneau d'Iffland, sur lequel est gravé le portrait d'Iffland, est porté depuis Ludwig Devrient par un acteur de langue allemande choisi par son prédécesseur comme l'un des principaux représentants du métier.

## Œuvres

### Articles
- Fragmente über Menschendarstellung (Gotha, 1785)
- Theorie der Schauspielkunst (Berlin, 1815, 2 volumes)
- Almanach für Theater und Theaterfreunde (1806-1811, 5 volumes)

### Pièces de théâtre (choix)
- Verbrechen aus Ehrsucht
- Die Jäger
- Die Hagestolzen
- Dienstpflicht
- Die Advokaten
- Der Herbsttag
- Die Mündel
- Elise von Valberg
- Die Aussteuer
- Die Reise nach der Stadt
- Albert von Thurneisen
- Die Räuber

### Autobiographie

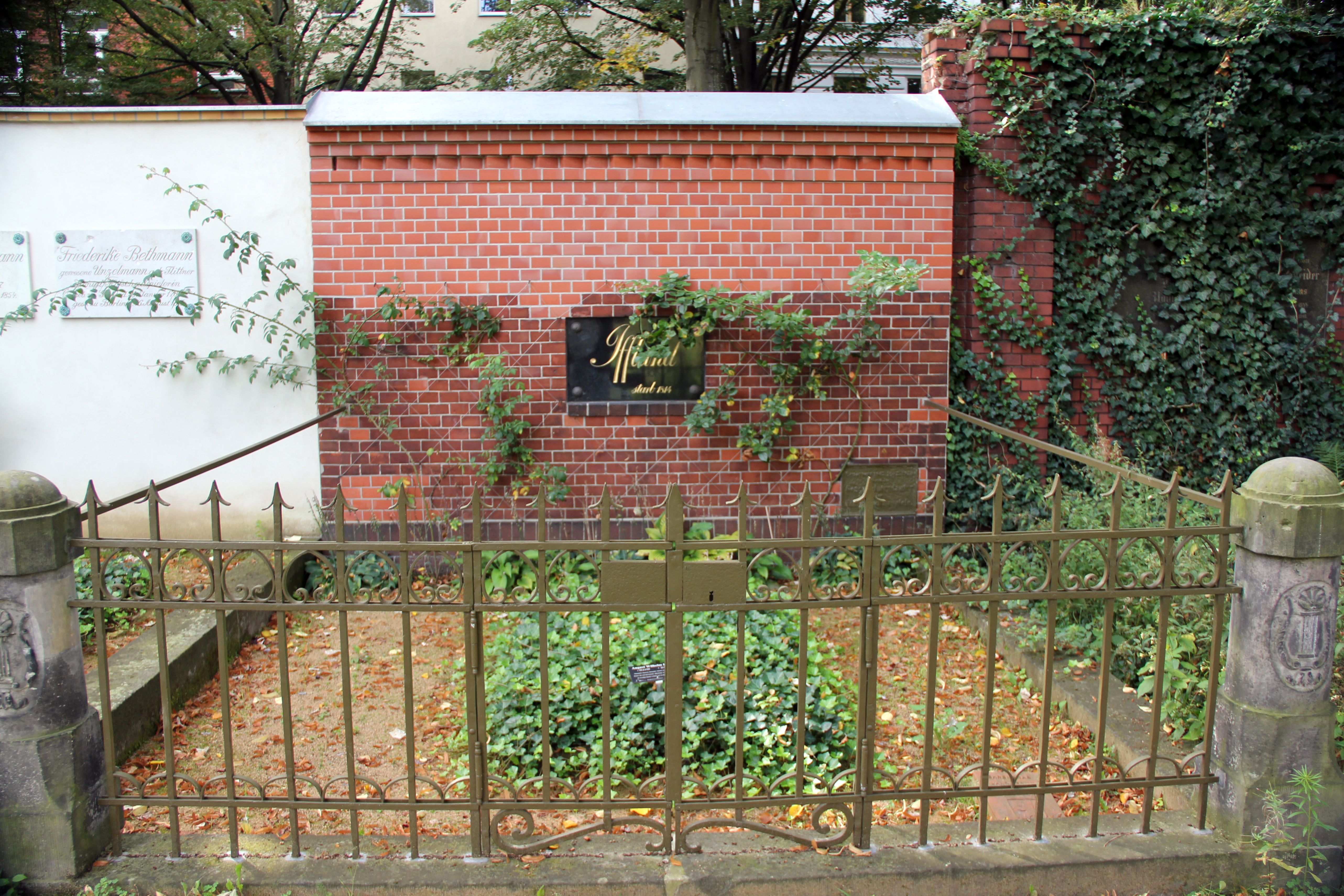
Sépulture à Berlin au cimetière de Jérusalem et de la nouvelle église.

- Über meine theatralische Laufbahn